# Rappenseehütte
De Rappenseehütte is een alpenhut in de Duitse deelstaat Beieren. De hut behoort toe aan de sectie Allgäu-Kempten van de Deutsche Alpenverein.

## Ligging
De hut ligt in de Allgäuer Alpen in de nabijheid van Oberstdorf. De hut ligt aan de Rappensee, een bergmeer dat net iets lager de hut zelf ligt. De belangrijkste toppen binnen het bereik van de hut zijn de Biberkopf en Hohes Licht.
De bekende Heilbronner Weg begint of eindigt aan de Rappenseehütte en de hut wordt dus door veel wandelaars bezocht.
Vanuit de hut bestaan er vele mogelijkheden. Zo is er de mogelijkheid om naar het Waltenberger-Haus (2084 meter) te wandelen (circa vier uur), naar de Mindelheimer Hütte (2058 meter, circa vier uur) of naar het Holzgauer Haus (ongeveer drie uur).

## Hutvoorzieningen
De hut is in 1885 gebouwd maar is volledig aangepast aan de moderne voorzieningen. Naast elektriciteit is er ook een zeer nette wasruimte en er zijn zelfs douches aanwezig. Het materiaal zoals eten wordt via een goederenlift naar boven gebracht. In de gewone kamers is er plaats voor 42 personen, in de beddenbakken is er plaats voor ongeveer 300 personen. Als men in de winter naar de hut gaat is er plaats voor dertig personen.

## Dagtochten

### Beklimmingen naar de hut toe
- Van Birgsau over Einödsbach en de Enzianhütte in circa 4 uur
- Van Lechleiten over de Lechleitner Alm in circa 2½ uur
- Van Prenten door Hochalptal in circa 4 uur

### Naar bestemmingen in de omgeving
- Kemptner Hütte, circa 5 uur
- Biberkopf (2600 meter), circa 2½ uur
- Hohes Licht (2651 meter), circa 1½ uur
- Rappenseekopf (2468 meter), circa 1 uur
- Waltenberger-Haus (2084 meter), circa 4 uur
- Mindelheimer Hütte (2058 meter), circa 4 uur
- Holzgauer Haus, circa 3 uur

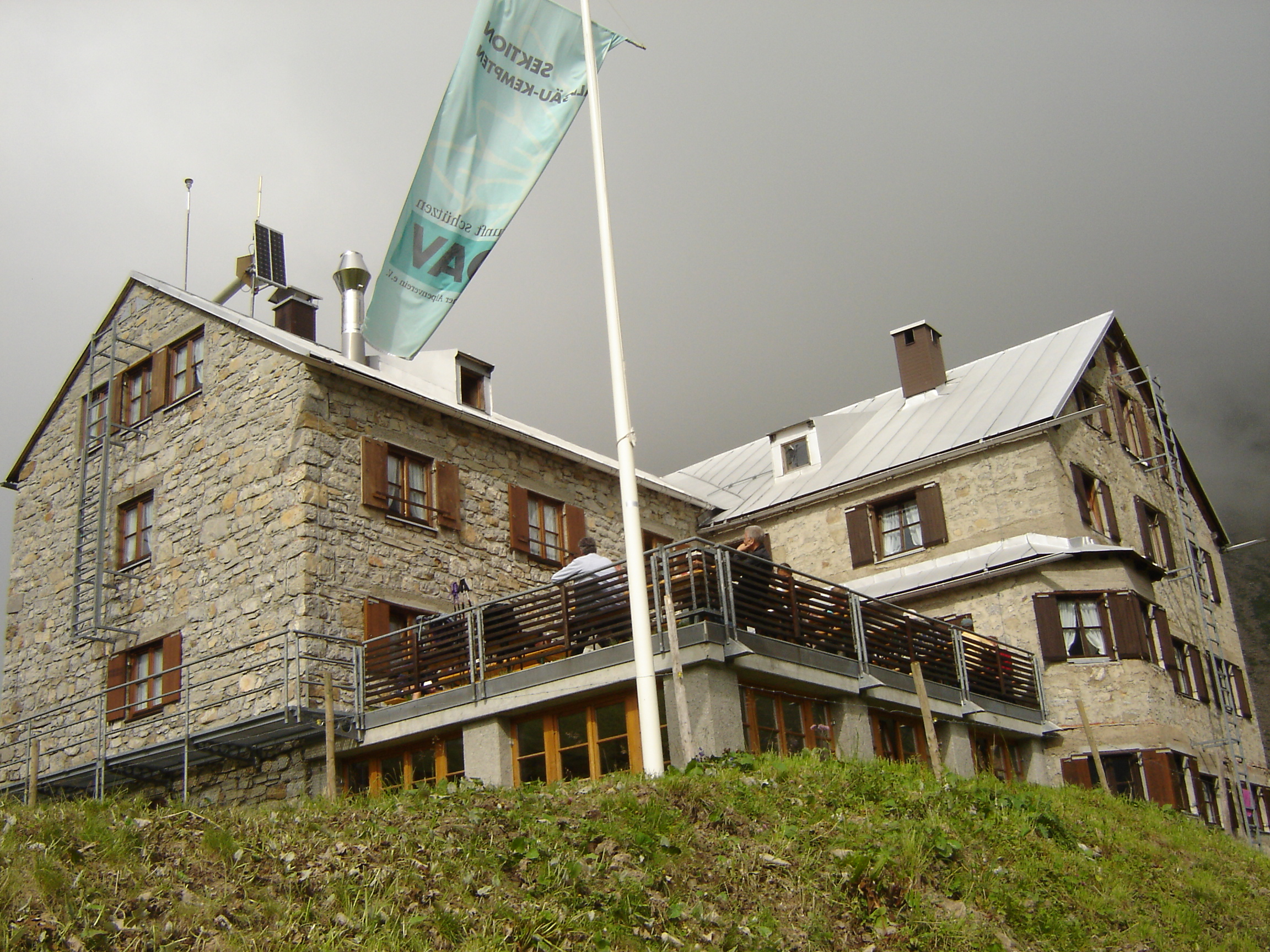
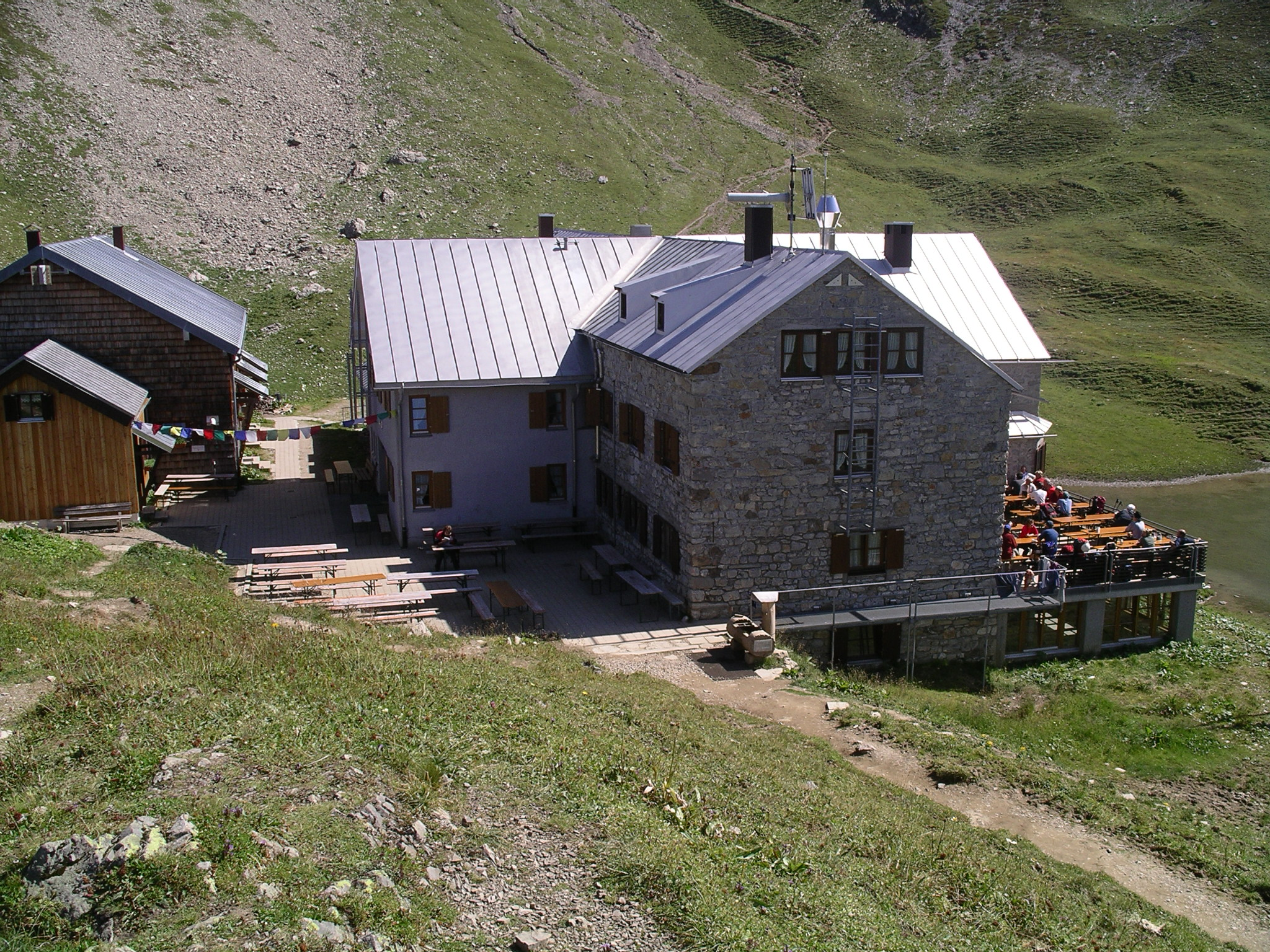
Rappenseehütte (westkant)
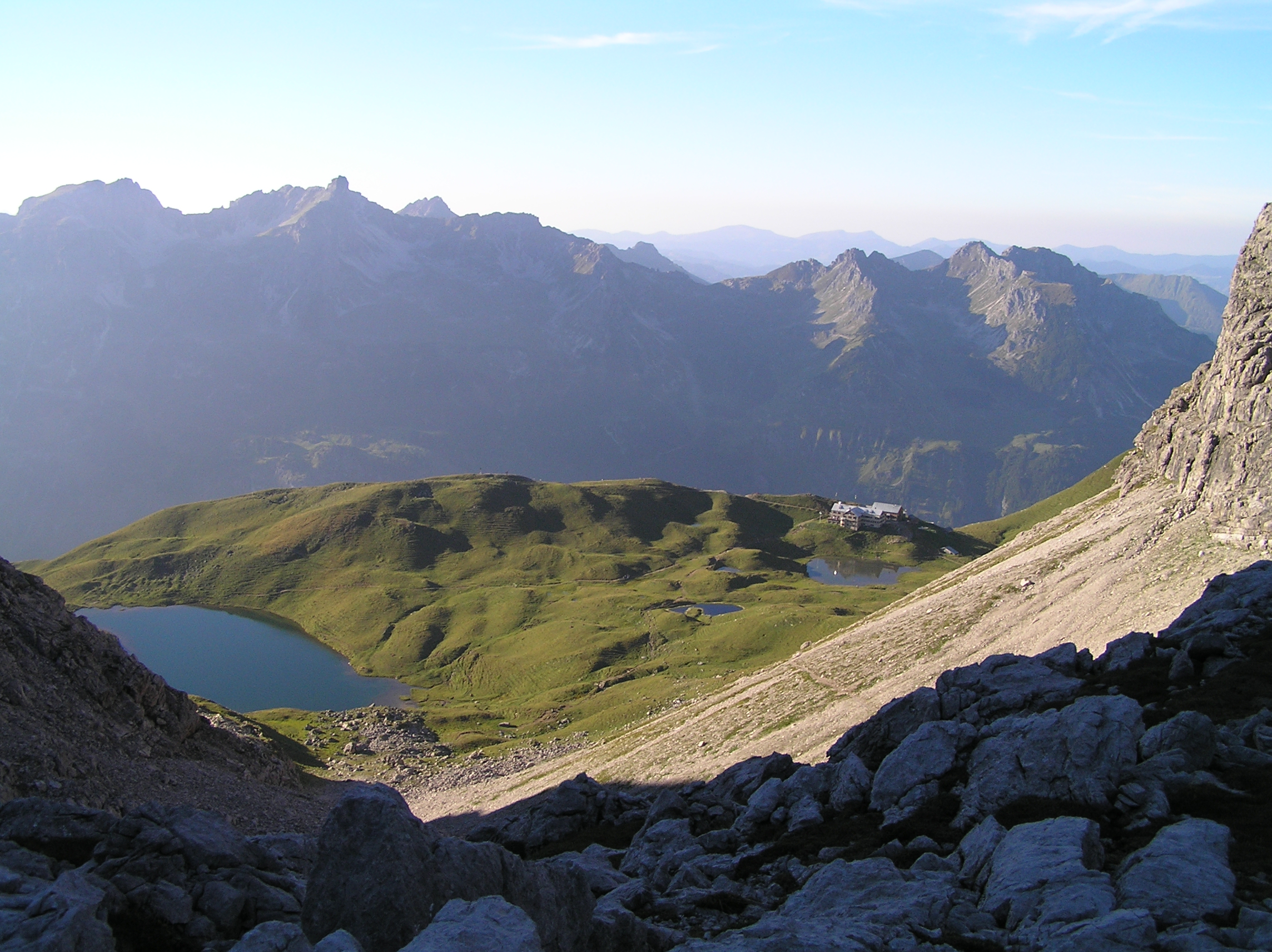
Rappenseehütte met Rappensee (zuidkant)
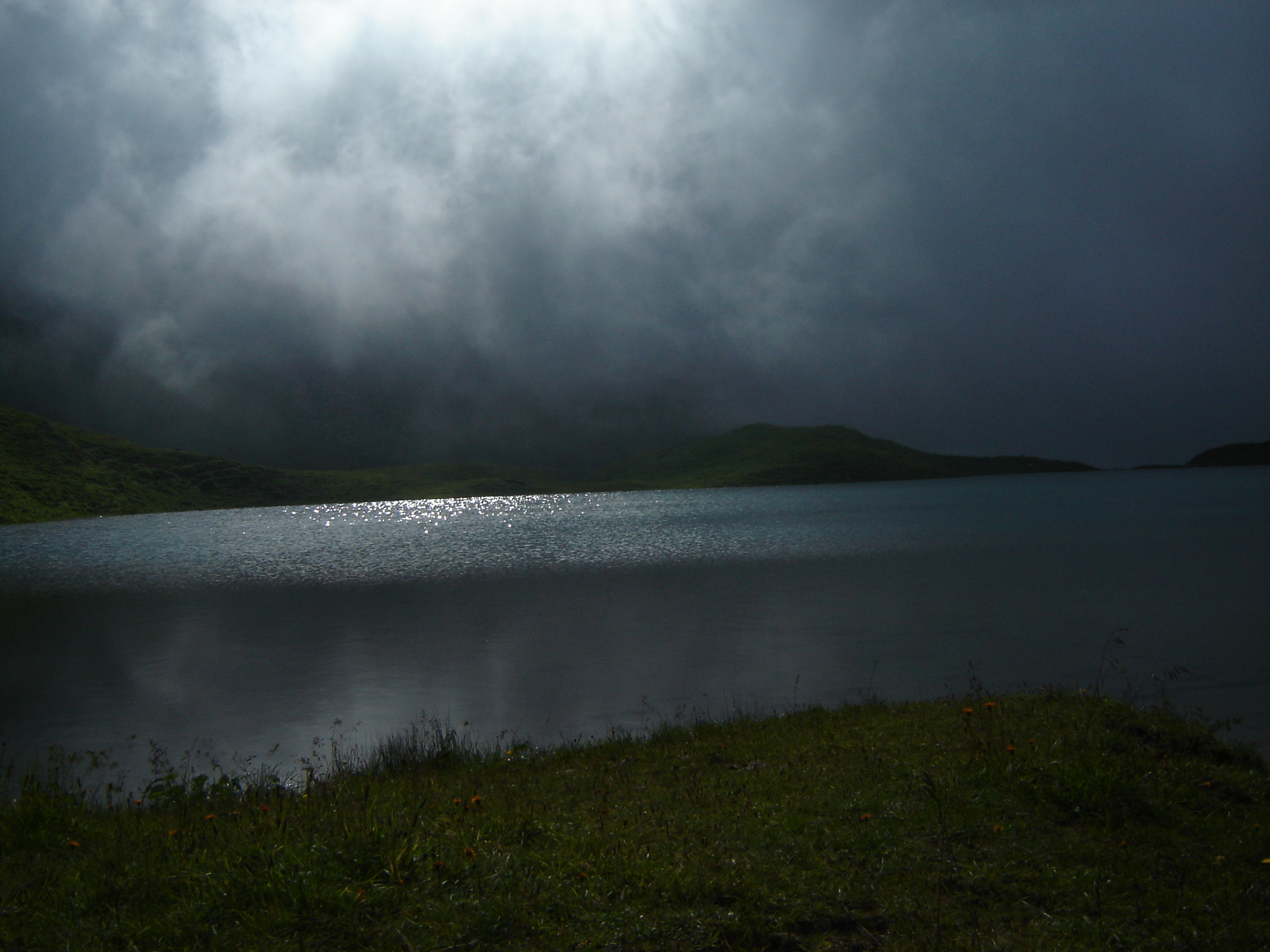
Rappensee
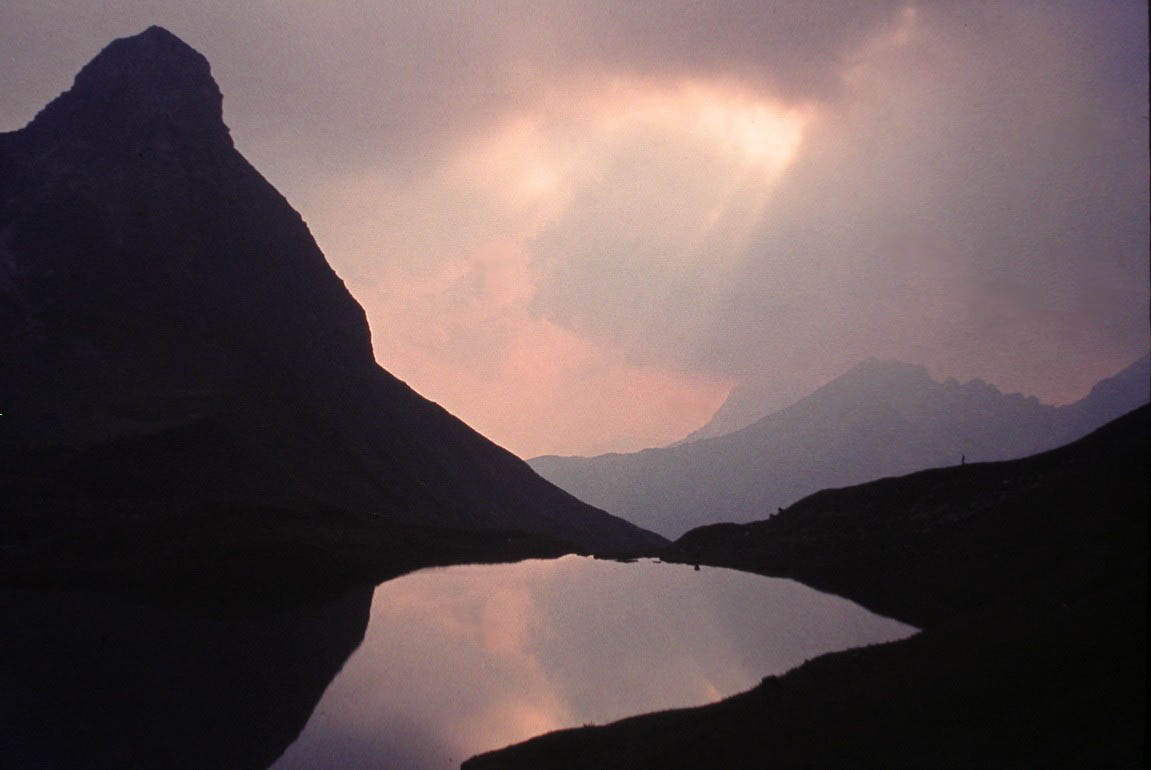
Rappensee bij avondlicht
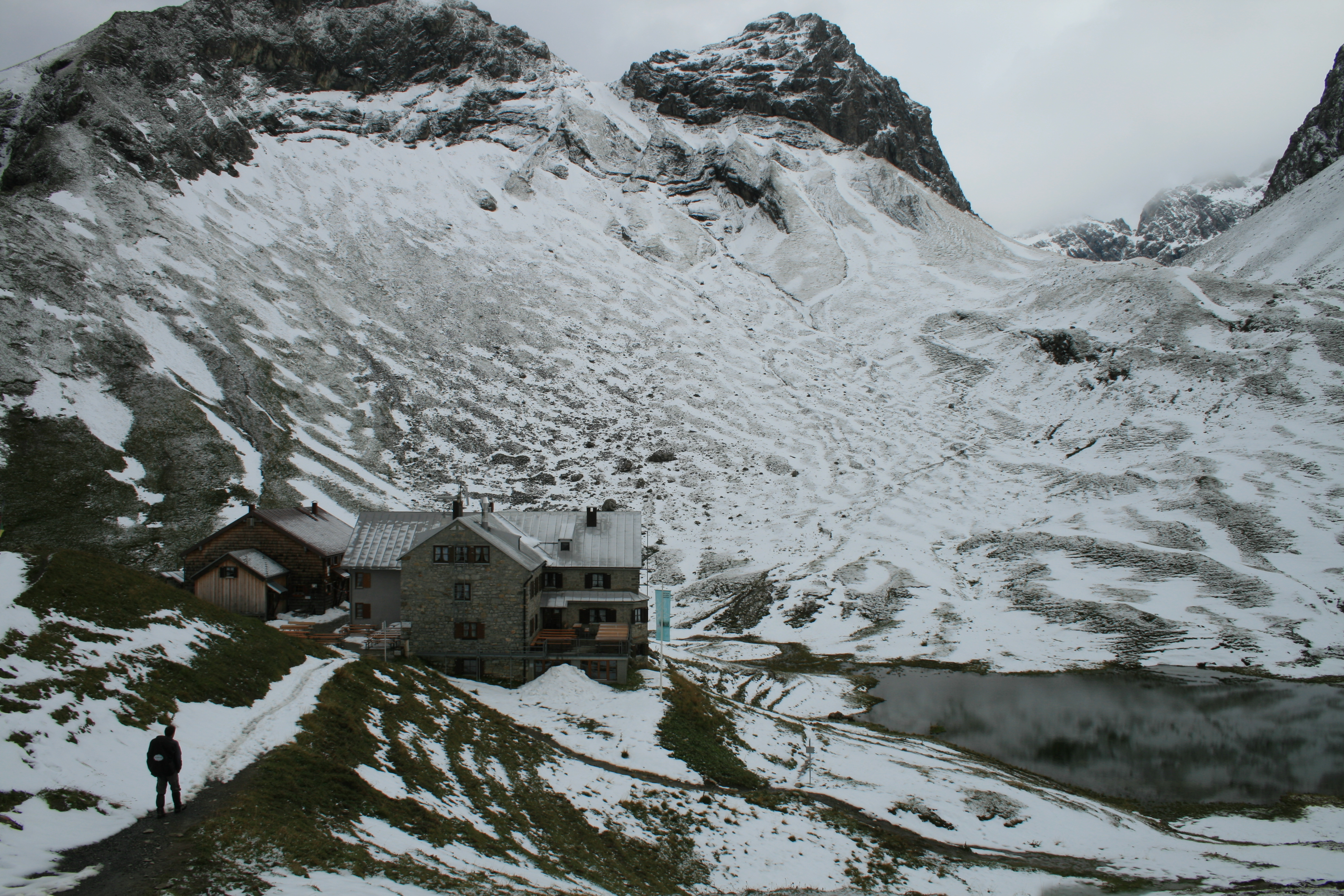
Rappensee en Rappenseehütte in de sneeuw
360° zicht van de Rappensee en omgeving